# Nyctanolis pernix
Nyctanolis pernix är en groddjursart som beskrevs av Elias och David Burton Wake 1983. Nyctanolis pernix är ensam i släktet Nyctanolis som ingår i familjen lunglösa salamandrar. IUCN kategoriserar arten globalt som starkt hotad. Inga underarter finns listade i Catalogue of Life.
Denna salamander förekommer i gränsområdet mellan den mexikanska delstaten Chiapas och Guatemala.